# Mitsunori Yabuta
Mitsunori Yabuta (藪田 光教 Yabuta Mitsunori?), född 2 maj 1976, är en japansk tidigare fotbollsspelare.
I april 1995 blev han uttagen i Japans trupp till U20-världsmästerskapet 1995.